# Ulrich Neisser
Ulrich Neisser (Kiel, 1928. december 8. – Ithaca, New York, 2012. február 17.) német származású amerikai kognitív pszichológus.

## Életpályája
A család 1931-ben vándorolt ki az Egyesült Államokba. 1950-ben baccalaureátusi fokozatot szerzett a Harvardon, később tanári minősítést Swarthmore-ban, majd a doktorátusit szintén a Harvardon szerezte meg 1956-ban. Ezt követően a Brandeis-i, a Cornell-i és az Emory-i egyetemen tanított.

## Főbb művei
- Cognitive psychology (1967)
- Cognition and reality: principles and implications of cognitive psychology (1976)
- Memory observed: remembering in natural contexts (1982)
- Concepts and conceptual development: ecological and intellectual factors in categorization (1987)
- The perceived self: Ecological and Interpersonal Sources of Self Knowledge (1993)
- The rising curve: long-term gains in IQ and related measures (1998)

## Magyarul megjelent kötetei
- Cognition and reality (vál.) (magyar) A figyelem és a kapacitás problémáj; in: Figyelem Szöveggyűjtemény. Egységes jegyzet; ELTE, 1982. 37, [2] p.
- Ulric Neisser: Megismerés és valóság (Cognition and reality); ford. László János; Gondolat, Bp., 1984, 205 p. ISBN 963-281-345-6